# Tétraazidométhane
Le tétraazidométhane est un explosif du groupe des azotures. C'est un liquide incolore qui a fort pouvoir explosif. Il est composé d'un atome de carbone relié à quatre groupes fonctionnels azoture.
C'est Klaus Banert qui réussit à le synthétiser pour la première fois en 2006 par la réaction du trichloroacétonitrile avec de l'azoture de sodium. Il assure que le tétraazidométhane est très instable ; « Il peut exploser à tout moment, sans raison apparente ». D'après lui, une goutte de ce composé placée sous une hotte de protection et un vase de Dewar (récipient en verre qui résiste à la chaleur) a suffi pour les détruire.